# Awer Mabil
Awer Mabil (Kakuma, 15 september 1995) is een in Kenia geboren Australisch-Zuid-Soedanees voetballer die momenteel onder contract staat bij FC Midtjylland, dat uitkomt in de Superligaen. Hij is een aanvaller.
Mabil speelde jeugdvoetbal bij het South Australian National Training Centre en bij Adelaide United. Hij debuteerde in 2013 namens laatstgenoemde ploeg in de A-League. Twee jaar later trok hij naar Denemarken om te gaan spelen bij FC Midtjylland.